# Schreeuwarend
De schreeuwarend (Clanga pomarina synoniem: Aquila pomarina) is een middelgrote, donkere arend. Het is een trekvogel die in zuidelijk Afrika overwintert en broedt in Oost-Europa. De schreeuwarend dankt zijn naam aan de karakteristieke hoge, harde roep, die klinkt als een blaffend k-jiep, of lange fluittonen die ten gehore worden gebracht tijdens de baltsvlucht.

## Uiterlijke kenmerken
Deze middelgrote arend heeft een kop-staartlengte van 55 tot 65 cm en een vleugelspanwijdte van 143 tot 168 cm. De soort heeft een relatief kleine snavel en een donkerbruin verenkleed. Deze arend is lastig te onderscheiden van de steppearend en de bastaardarend. Een bruikbaar verschilkenmerk zijn de iets lichter bruin gekleurde ondervleugeldekveren en een twee kommavormige witte streepjes aan de basis van de handpennen.

## Voortplanting en voedsel
De schreeuwarend bouwt zijn nest op een rotsrichel of in een boom. Het nest bestaat uit 1 tot 3 eieren. De soort heeft een gevarieerd dieet met allerlei kleine dieren, zoals insecten, kleine vogels en kleine zoogdieren.

## Verspreiding en leefgebied
De schreeuwarend is een trekvogel die in zuidelijk Afrika overwintert en in het voorjaar naar Oost-Europa trekt om daar de zomer door te brengen en te broeden in half open gebieden met stukken bos.

## Status
De schreeuwarend heeft een groot verspreidingsgebied en daardoor alleen al is de kans op de status kwetsbaar (voor uitsterven) uiterst gering. De grootte van de populatie wordt geschat op 40 - 60 duizend individuen. Er is weinig bekend over trends, maar er is geen aanleiding te veronderstellen dat de soort in aantal achteruit gaat. Om deze redenen staat deze arend als niet bedreigd op de Rode Lijst van de IUCN.

### Voorkomen in Nederland
De vogel is dwaalgast in West-Europa. In Nederland zijn er 18 geaccepteerde waarnemingen tussen 1855 en 2021 (14 tussen 1984 en 2021).